# Soaw (Burkina Faso)
Pour les articles homonymes, voir Soaw.
Soaw est une commune rurale et le chef-lieu du département de Soaw dans la province du Boulkiemdé de la région Centre-Ouest au Burkina Faso.

## Santé et éducation
Soaw accueille un centre de santé et de promotion sociale (CSPS) tandis que le centre médical avec antenne chirurgicale (CMA) se trouve à Nanoro.
Le village possède six écoles primaires, un collège d'enseignement général et le lycée départemental.